# Georg Hartwig
Georg Heinrich Hartwig (* 29. April 1840 in Hassel; † 19. Oktober 1927 in Hannover) war ein deutscher lutherischer Theologe, Generalsuperintendent und Abt.

## Leben
Hartwig war ein Sohn des Pastors August Christian Friedrich Hartwig. Nach Abitur am Domgymnasium Verden studierte er ab Ostern 1858 Evangelische Theologie an der Georg-August-Universität Göttingen. Dort wurde er im Corps Bremensia Göttingen aktiv. Er wurde am 15. März 1865 ordiniert und zunächst als Pfarrkollaborator in Hameln und Hildesheim eingesetzt. 1871 wurde er Pastor an der Heil- und Pflegeanstalt in Hildesheim, 1882 Pastor und Superintendent in Sulingen, 1887 erster Pastor an St. Jacobi und Superintendent der Inspektion II in Göttingen. Von 1890 bis 1903 war er erster Pastor an der Stadtkirche in Celle und Generalsuperintendent der Generaldiözese Lüneburg-Celle.

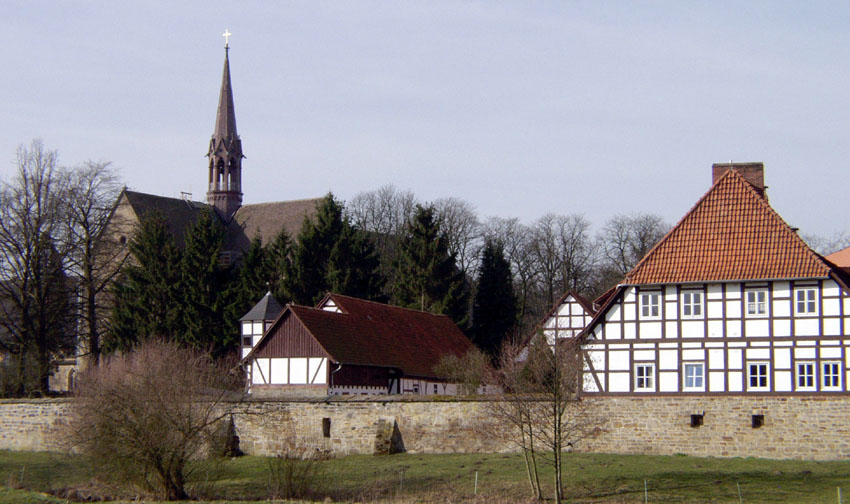
Kloster Loccum

Von 1890 bis 1901 gehörte Hartwig als Geistlicher Rat dem Konsistorium in Hannover an. 1891 wurde er außerordentliches Mitglied des Landeskonsistoriums, 1899 Hilfsarbeiter, 1900 Rat im Nebenamt. Von 1902 bis 1927 war er Abt des Klosters Loccum, zuletzt mit dem Titel eines Oberkonsistorialrats.

## Auszeichnungen
- Königlicher Kronen-Orden (Preußen) 3. Klasse (1904)
- Roter Adlerorden 3. Klasse mit der Schleife (1905)
- Roter Adlerorden 2. Klasse mit Eichenlaub (1911)
- Krone zum Roten Adlerorden 2. Klasse mit Eichenlaub (1912)
- Stern zum Preußischen Königlichen Kronenorden 2. Klasse (1913)
- Stern zum Roten Adlerordens 2. Klasse mit Eichenlaub und der Königlichen Krone (1915)
- D. theol. h. c. der Universität Göttingen[2]